# Taraxacum leucanthum
Taraxacum leucanthum là một loài thực vật có hoa trong họ Cúc. Loài này được (Ledeb.) Ledeb. miêu tả khoa học đầu tiên năm 1846.